# Henning Moritzen
Henning Moritzen (* 3. August 1928 in Tårbæk; † 11. August 2012 in Frederiksberg) war ein dänischer Schauspieler.

## Leben und Karriere
Henning Moritzen wuchs als Sohn von Carl Peter Moritzen (1888–1945) und dessen Frau Alexandra Bolvig (1893–1968) in Tårbæk auf. Nachdem Moritzen am Blanche Funch und am Privatteatrenes Elevskole Schauspiel studiert hatte, spielte er am Theater, darunter am Det Ny Teater in Kopenhagen und dem Det Kongelige Teater. Sein Leinwanddebüt gab er in dem 1950 erschienenen und von Torben Anton Svendsen inszenierten Literaturverfilmung Susanne. Er konnte sich als Schauspieler etablieren und spielte unter anderem in Ingmar Bergmans Schreie und Flüstern und einen sadistischen Vater in Thomas Vinterbergs Das Fest. In seiner Karriere war er fünf Mal für einen Bodil nominiert, wobei er als Bester Hauptdarsteller für Verliebt in Kopenhagen und als Bester Nebendarsteller für Harry und sein Kammerdiener und Tanzen mit Regitze ausgezeichnet wurde. 1964 gewann er den Theaterpokal, 1994 den Lauritzen-Preis und 2010 den Robert als Bester Nebendarsteller für seine Darbietung in Headhunter. Er wirkte in seiner rund sechs Jahrzehnte lang andauernden Karriere als Schauspieler vor der Kamera in mehr als 120 Film-und-Fernsehproduktionen mit und führte bei zwei Spielfilmen die Regie. Er war zudem als Synchronsprecher für Zeichentrickfilme aktiv, wie beispielsweise für Hercules, Alice im Wunderland, Kung Fu Panda oder Die Monster AG.
Am 11. August 2012 starb Moritzen im Alter von 84 Jahren im Frederiksberg Hospital. Er war zweimal verheiratet. Seine erste Ehefrau war die Verkäuferin Betty Krohn († 2012), mit der er einen Sohn hatte, den Schauspieler Michael Moritzen (* 1964). Ab 1956 lebte er mit der Schauspielerin Lise Ringheim zusammen. Beide waren ab dem 5. November 1971 bis zu ihrem Tod im Jahr 1994 verheiratet. Beide hatten eine gemeinsame Tochter, die Schauspielerin und Filmproduzentin Marianne Moritzen (* 1959).

## Filmografie (Auswahl)
- 1950: Susanne
- 1956: Ein Mädel zum Küssen (Kispus)
- 1959: Einesteils der Liebe wegen (Poeten og Lillemor)
- 1960: Verliebt in Kopenhagen (Forelsket i København)
- 1961: Harry und sein Kammerdiener ( Harry og kammertjeneren )
- 1962: Das tosende Paradies (Det tossede paradis)
- 1969: Geld zum zweiten Frühstück (Tænk på et tal)
- 1972: Schreie und Flüstern (Viskningar och rop)
- 1989: Tanzen mit Regitze (Dansen med Regitze)
- 1998: Das Fest (Festen)
- 1999: Deep Water – Im Sog der Angst (Dybt vand)
- 2004: Europäische Visionen (Visions of Europe)
- 2004: Strings – Fäden des Schicksals (Strings)
- 2005: Allegro
- 2008: Grisen
- 2009: Headhunter
- 2010: Alting bliver godt igen